# Metaloricaria paucidens
Metaloricaria paucidens är en fiskart som beskrevs av Isbrücker, 1975. Metaloricaria paucidens ingår i släktet Metaloricaria och familjen Loricariidae. Inga underarter finns listade i Catalogue of Life.